# 檨子林
檨子林，原寫為檨仔林，是臺灣臺南市西港區的一個傳統地域名稱，位於該區東端。相較於今日行政區，其範圍大致包括檨林里不含西北部及東端、港東里東部，以及安定區的文科里北端、安加里北部邊界地帶、蘇厝里西北端。
本地區境內主要聚落為檨仔林、三合寮、中周寮、東竹林、五塊厝，設有松林國小。

## 歷史
台灣日治初期，檨子林地區為一街庄，稱為「檨仔林庄」（舊制街庄），隸屬於西港仔堡。該庄昔日西北與後營庄為鄰，東北與謝厝藔庄為鄰，東邊及南邊隔曾文溪分別與蘇厝庄、直加弄庄、管藔庄為界，西南邊一小段與西港仔庄為鄰，西邊為八份庄。
1901年（日治明治三十四年）11月11日，全台廢縣廳改設二十廳，該庄隸屬於鹽水港廳。1904年（明治三十七年）4月1日，該庄編入「後營區」，隸屬於鹽水港廳。1906年（明治三十九年）4月1日，鹽水港廳內管轄區域調整，該庄改隸屬於「安業區」。1909年（明治四十二年）10月25日，全台合併二十廳為十二廳，安業區改隸屬於臺南廳。1920年（大正九年）10月1日，全台地方制度大改正，廢十二廳改設五州二廳，該庄改制並雅化為「檨子林」大字，隸屬於臺南州北門郡西港庄（新制街庄）。
戰後西港庄改制為西港鄉，隸屬於臺南縣，大字亦改制為村。1950年（民國39年）10月25日，雲、嘉、南分治，西港鄉仍隸屬於臺南縣。2010年（民國99年）12月25日，臺南縣、市合併為直轄臺南市，西港鄉改制為西港區。

## 聚落
本地區發展較早的聚落為檨仔林（已向西北遷移）、下檨仔林（已消失）、三谷藔（今名三合寮）、三合藔（今名中周寮）、東竹林，在日治初期的官方地圖上已有記載。此外，本地區尚有五塊厝聚落。

## 交通
國道1號又稱「中山高速公路」，是台灣西部兩條南縱向高速公路之一，經過本地區東部。最近的交流道在北側為市道176號交會處的麻豆交流道，在南側為市道178號交會處的安定交流道，由此等進入可快速前往國道1號沿線各地。
區道南40線是永樂至羨仔林的道路，其東側端點（終點）位於本地區中部偏東的區道南44線終點路口，由此向西南會經過本地區東竹林聚落。
區道南44線是檳榔林至檨仔林的道路，其東側端點（終點）位於本地區中部偏東的區道南40線終點路口，由此向西北西會經過本地區檨仔林、三谷藔兩聚落。
區道南45線是太西至西港的道路，經過本地區檨仔林、東竹林兩個聚落。
區道南45-1線是港東至八份的道路，其東側端點（終點）位於本地區西部邊界地帶的區道南45線路口。

## 學校
- 松林國小